# Judith de Bretagne
Judith de Bretagne (née en 982 en Bretagne et morte le 16 juin 1017 en Normandie), fille de Conan Ier, duc de Bretagne, et d'Ermengarde, fille de Geoffroy Ier, comte d'Anjou, fut la première épouse de Richard II, duc de Normandie.

## Biographie
Judith de Bretagne, « parfaitement belle de corps et recommandable par toutes sortes de bonnes qualités », est demandée par Richard II comme épouse à son frère Geoffroi Ier, qui avait précédemment pris pour femme Havoise de Normandie, la sœur du duc. Le mariage est célébré en l'an mil, dans l'église de l'abbaye du Mont-Saint-Michel. Elle reçut alors en douaire le château d'Adam et une grande partie du Cotentin, .
Elle est la mère des ducs de Normandie Richard III et Robert le Magnifique. Elle meurt en 1017 et est enterrée à l'abbaye de Bernay, qu'elle avait fondée en 1013 grâce au douaire reçu de son mari lors de leur mariage. Sa tombe demeure depuis la révolution dans la basilique Notre-Dame de la Couture de Bernay.

### Mariage et descendance
Elle est la première épouse de Richard II de Normandie. Ils eurent cinq enfants :
- Richard III de Normandie ;
- Robert Ier le Magnifique ;
- Guillaume de Fécamp, moine à Fécamp en Normandie ;
- Adélaïde (v. 1005-1038), épouse du comte Renaud Ier de Bourgogne et grand-mère du pape Calixte II ;
- Éléonore de Normandie, épouse du comte Baudouin IV de Flandre.